# Zima miejska
Zima miejska – debiutancki wiersz Adama Mickiewicza, opublikowany w „Tygodniku Wileńskim” 31 października 1818 roku.

## Debiut
Niewykluczone (jak przypuszcza Juliusz Kleiner), że to właśnie ten wiersz młody Adam Mickiewicz odczytał na zebraniu filomatów 21 października / 2 listopada 1817 roku (data podana przez Aleksandra Łuckiego). W sprawozdaniach filomackich pojawia się informacja o lekturze tekstu zatytułowanego Powaby zimy, jednak brak jest informacji o jego autorstwie. Można domniemywać, że wiersz Mickiewicza powstał w tym właśnie okresie. Drukowany debiut nastąpił w październiku 1818 roku w numerze 125 (T. 6) „Tygodnika Wileńskiego” na stronach 254–256, opatrzony był podpisem A. N. Mickiewicz. W wydaniu książkowym tekst po raz pierwszy ukazał się dopiero po śmierci poety w warszawskiej edycji Pism Adama Mickiewicza z 1858 roku.

## Treść
Wiersz składa się z 18 czterowersowych strof z rymami krzyżowymi pisanych jedenastozgłoskowcem. Podmiot liryczny z entuzjazmem opisuje rozkosze zimowych zabaw, przeciwstawiając je innym porom roku (dżdże wiosny, skwarne lato, jesienne potopy) oraz niewygodom i nudzie życia na wsi. Kolejne strofy w szeregu wyszukanych peryfraz prezentują zimowe przyjemności dobrze sytuowanej miejskiej młodzieży. Można wśród nich znaleźć poranną toaletę przed lustrem (Ten, w lśniący kryształ włożywszy oblicze, / wschodnim balsamem złoty kędzior pieści), palenie fajki (Drugi stambulskie oddycha gorycze) lub popijanie herbaty (pije z chińskich ziół ciągnione treści). Popołudnie wypełniają bale i zabawy, na które należy udać się oczywiście saniami. Całość obrazu młodzieńca dopełniają bogate stroje na mroźne dni – Sobol lub rosomak moje barki jeży / i suto zdobiąc nie dopuszcza mrozu. Imprezom tym towarzyszy wyszukane menu, mocne trunki oraz kolejne rozrywki: hazardowa gra w karty (Którzy są z szczęściem poufali ślepem, / pod twój znak idą królu Faraonie), bilard (lub zręczni lekkim wykręcać oszczepem / pędzą po suknach wytoczone słonie) oraz nieodłączny flirt. Zabawy trwają do zmroku, kiedy to towarzystwo zaczyna się powoli rozjeżdżać do domów.

## Interpretacja
Wacław Borowy, określił Zimę miejską mianem „etiudy metonimicznej” bez intencji satyrycznej. Jest to jego zdaniem ćwiczenie stylistyczne młodego poety, wzorowane na poezji Stanisława Trembeckiego.
Inaczej oceniła wiersz Stefania Skwarczyńska. Jej zdaniem podmiot liryczny z entuzjazmem wypowiada się o urokach zimy, ale brakuje w jego słowach głębszej refleksji, dni młodych upływają na bezproduktywnej zabawie. Zaprezentowana postawa jest jawnie przeciwna ideom głoszonym przez filomatów. Badaczka postawiła tezę, że ten utwór nie jest jedynie realistycznym opisaniem, lecz stanowi zamaskowaną satyrę na taki właśnie tryb życia. Świadczyć o tym może sztucznie kunsztowna warstwa językowa tekstu. Wyszukane, przemyślnie zabawne, a nawet momentami zagadkowe, metonimie służą przedstawieniu najbanalniejszych czynności. Sprawia to, że zobrazowane sceny ulegają heroikomicznemu wyolbrzymieniu. Osobowość autorska stoi poza tekstem i z dystansem oraz ironią przygląda się postawie podmiotu mówiącego i igraszkom elity (do której Mickiewicz nie należy). Demaskuje w ten sposób ograniczenia i śmieszności wileńskiej złotej młodzieży.